# Diocesi di Samarcanda
La diocesi di Samarcanda (in latino: Dioecesis Semiscantensis) è una sede soppressa della Chiesa cattolica.

## Storia
Samarcanda, antica capitale della Sogdiana, e già sede di un metropolita nestoriano, nel XIII e XIV secolo era uno dei principali centri del Khanato Chagatai, uno dei quattro khanati in cui era stato diviso l'immenso impero mongolo dopo la morte di Gengis Khan. Si trovava su una delle rotte carovaniere che dalla Crimea o dalla Persia portavano in Cina.
Secondo le fonti dell'epoca, nella città, conosciuta come Summachra nel Liber historiarum di Johannes Elemosyna (1335), viveva una consistente comunità cristiana, composta soprattutto di nestoriani e di greco-ortodossi o melchiti. Era presente anche una missione dell'Ordine domenicano.
Secondo una tradizione, attestata da Marco Polo e ripresa da Johannes Elemosyna, già il fondatore della dinastia mongola del Chagatai si sarebbe convertito al cristianesimo e avrebbe ricevuto il battesimo. Uno dei suoi discendenti, Eljigidey, salito al trono nel 1327, accolse con favore la predicazione dei Domenicani ed abbracciò la fede cristiana, facendo edificare a Samarcanda una chiesa dedicata a San Giovanni Battista. Il khan scrisse al papa due lettere, di cui si fecero ambasciatori due domenicani di Samarcanda, uno dei quali era Tommaso di Mancasola, il più importante missionario del suo Ordine nell'Impero dei Tartari di mezzo.
La bolla Redemptor noster del 1º aprile 1318, con cui papa Giovanni XXII aveva eretto la sede metropolitana di Soltaniyeh, prevedeva che il Khanato Chagatai facesse parte di quella provincia ecclesiastica, ma finora questa decisione non era ancora stata attuata. La conversione di Algigidai ed il progresso della missione cattolica nel khanato convinsero papa Giovanni XXII ad erigere la diocesi di Samarcanda il 13 agosto 1329 e a nominare come primo vescovo, il 21 agosto successivo, Tommaso di Mancasola.
Le bolle scritte in questa occasione dal papa ci informano sull'estensione della diocesi e sulla variegata composizione etnica delle comunità cattoliche che la costituivano e che erano state in precedenza l'oggetto dell'attività missionaria del Mancasola e dei suoi confratelli. Al khan Algigidai, imperatorem Tartarorum, Corassan et Turquestan et Indastan, il papa affidava i nuovi missionari e richiedeva al neoconvertito una professione di fede cattolica. Il papa poi raccomandava il nuovo vescovo non solo ai neofiti del Khanato Chagatai, ma anche agli Alani, ai Malchaitas e agli Ungheresi della Grande Ungheria. Il primo gruppo era costituito da un popolo nomade, la cui collocazione geografica è dunque per natura sua difficile da stabilire. Circa i Malchaitas, è stato proposto di identificarli con i Melchiti, ossia dei Sogdiani di rito bizantino convertiti al cattolicesimo. Al re della Grande Ungheria, Jeretanny, il papa indirizzò una lettera personale felicitandosi della sua conversione e ringraziandolo delle lettere che gli aveva scritto con la richiesta di avere un vescovo.
Tommaso di Mancasola, con un nutrito gruppo di missionari domenicani e francescani, ripartì per l'Oriente nella primavera del 1330, passò da Saraj e da Tana. Ma nel frattempo la situazione nel khanato era cambiata: Algigidai non c'era più ed il suo successore Duwa Temur era stato rovesciato dal fratello Darmasirin, convertitosi all'Islam, e che distrusse le chiese cristiane e le sinagoghe ebraiche; verso il 1334 anche Darmasirin venne deposto e sostituito da Buzun, che autorizzò i cristiani e gli ebrei a ricostruire i propri edifici di culto. Seguì un periodo di relativa calma per le comunità cristiane.
Tommaso di Mancasola riappare nuovamente ad Avignone il 13 agosto 1342, dopo di che di lui non si sa più nulla, anche se probabilmente ritornò a Samarcanda. Un vescovo Seniscatensis di nome Giovanni era di passaggio nella città papale nel 1359, ma in seguito non si conosce più nulla di questa diocesi dell'Asia centrale.

## Cronotassi dei vescovi
- Tommaso di Mancasola, O.P. † (21 agosto 1329 - ?)
- Giovanni † (menzionato nel 1359)